# Чомаковці
Чома́ковці (болг. Чомаковци) — село в Плевенській області Болгарії. Входить до складу общини Червен-Бряг.

## Населення
За даними перепису населення 2011 року у селі проживали 1133 особи.
Національний склад населення села:
| Національність   | Кількість осіб | Відсоток |
| ---------------- | -------------- | -------- |
| болгари          | 813            | 94,2%    |
| цигани           | 35             | 4,1%     |
| турки            | 6              | 0,7%     |
| інша             | 3              | 0,3%     |
| не визначились   | 6              | 0,7%     |
| Всього відповіли | 863            |          |

Розподіл населення за віком у 2011 році:
Динаміка населення: